# Vùng đô thị Stuttgart
Vùng đô thị Stuttgart là một vùng đô thị của Đức bao gồm các thành phố Stuttgart, Heilbronn, Tübingen/Reutlingen. Các thành phố này cùng với các vùng phụ cận của chúng còn tạo nên ba vùng hợp nhất. Dân số toàn vùng là 5.300.000 người và là một trong những vùng lớn nhất ở Đức và của cả châu Âu.
Diện tích toàn vùng là 15000 km².